# Теорема Шпильрайна
Теорема Шпильрайна — одна из центральных теорем теории упорядоченных множеств, впервые сформулированная и доказанная польским математиком Эдвардом Шпильрайном в 1930 году.

## Формулировка
Любое отношение частичного порядка {\displaystyle \leqslant }, заданное на некотором множестве {\displaystyle X}, может быть продолжено до отношения линейного порядка.

## Доказательство
Доказательство теоремы основано на применении аксиомы выбора (леммы Куратовского — Цорна).

## Обобщения и усиления

### Теорема Душника — Миллера
Бен Душник и Б. У. Миллер доказали, что каждое отношение частичного порядка является пересечением содержащих его отношений линейного порядка.

### Случай групп
Обобщения теоремы Шпильрайна на случай, когда отношения частичного порядка и продолжающие их отношения линейного порядка, согласованы с алгебраическими операциями групп, колец и других алгебраических систем, на которых заданы эти отношения, рассматривались венгерским математиком Ласло Фуксом. В частности, теорема Фукса гласит, что частичный порядок {\displaystyle \leqslant } группы {\displaystyle G} тогда и только тогда может быть продолжен до линейного порядка группы {\displaystyle G}, когда он удовлетворяет следующему условию:
для каждого конечного множества элементов {\displaystyle a_{1},\;\ldots ,\;a_{n}} в {\displaystyle G} ({\displaystyle a_{i}\neq e}) можно так подобрать знаки {\displaystyle \varepsilon _{1},\;\ldots ,\;\varepsilon _{n}} ({\displaystyle \varepsilon _{i}=1} или {\displaystyle \varepsilon _{i}=-1}), что
{\displaystyle P\cap S(a_{1}^{\varepsilon _{1}},\;\ldots ,\;a_{n}^{\varepsilon _{n}})=\varnothing .}
Здесь
{\displaystyle S(a_{1},\;\ldots ,\;a_{n})} — инвариантная подполугруппа, порожденная элементами {\displaystyle a_{1},\;\ldots ,\;a_{n}},
{\displaystyle P=\{x\in G\mid 0\leqslant x\}} — положительный конус отношения {\displaystyle \leqslant }.
Частичный порядок абелевой группы может быть продолжен до линейного тогда и только тогда, когда она без кручения, то есть все её элементы, кроме нейтрального, бесконечного порядка.
Теорема Душника — Миллера в этом случае обобщается следующим образом: частичный порядок {\displaystyle \leqslant } группы {\displaystyle G} тогда и только является пересечением линейных порядков, когда из {\displaystyle a\notin P} следует, что для каждого конечного множества элементов {\displaystyle a_{1},\;\ldots ,\;a_{n}} в {\displaystyle G} ({\displaystyle a_{i}\neq e}) существуют такие подходящие знаки {\displaystyle \varepsilon _{1},\;\ldots ,\;\varepsilon _{n}} ({\displaystyle \varepsilon _{i}=1} или {\displaystyle \varepsilon _{i}=-1}), что
{\displaystyle P\cap S(a,\;a_{1}^{\varepsilon _{1}},\;\ldots ,\;a_{n}^{\varepsilon _{n}})=\varnothing .}
Частичный порядок абелевой группы является пересечением линейных порядков тогда и только тогда, когда {\displaystyle \leqslant } изолирован, то есть из {\displaystyle a^{n}\geqslant e} для некоторого натурального числа {\displaystyle n} следует {\displaystyle a\geqslant e}.

### Случай векторных пространств
Любое отношение частичного порядка, заданное на векторном пространстве и согласованное с его структурой, может быть продолжено до согласованного отношения линейного порядка.